# Oyama
Oyama-Shi (小山市 ) é uma cidade japonesa localizada na província de Tochigi, região de Kanto. Situa-se 80 Km ao norte de Tokyo e de fácil acesso a rodovias nacionais e rodovias expressas.
Resultado de um grande crescimento industrial, a população de Oyama superou a de Ashikaga em dezembro de 2005, tornando-se assim, a segunda maior cidade da província de Tochigi em população, a primeira é Utsunomiya, também a capital da província.
Em 1 de Setembro de 2007 a cidade tinha uma população estimada em 161 832 habitantes e uma densidade populacional de 916,57 h/km². Tem uma área total de 171,61 km².
Recebeu o estatuto de cidade a 31 de Março de 1954.

## Cidades Co-irmãs
A cidade de Oyama tem duas cidades como co-irmãs:
Cairns Austrália, acordo formal assinado em Maio de 2006.
O acordo é válido por 10 anos, sendo que depois desse período será revisado.
E Benxi China, acordo formal assinado em Outubro de 1994, no aniversário de 40 anos da cidade de Oyama. Em 2004, o primeiro acordo venceu, sendo assim renovado por ambas e prorrogando para mais 10 anos.